# Shisha

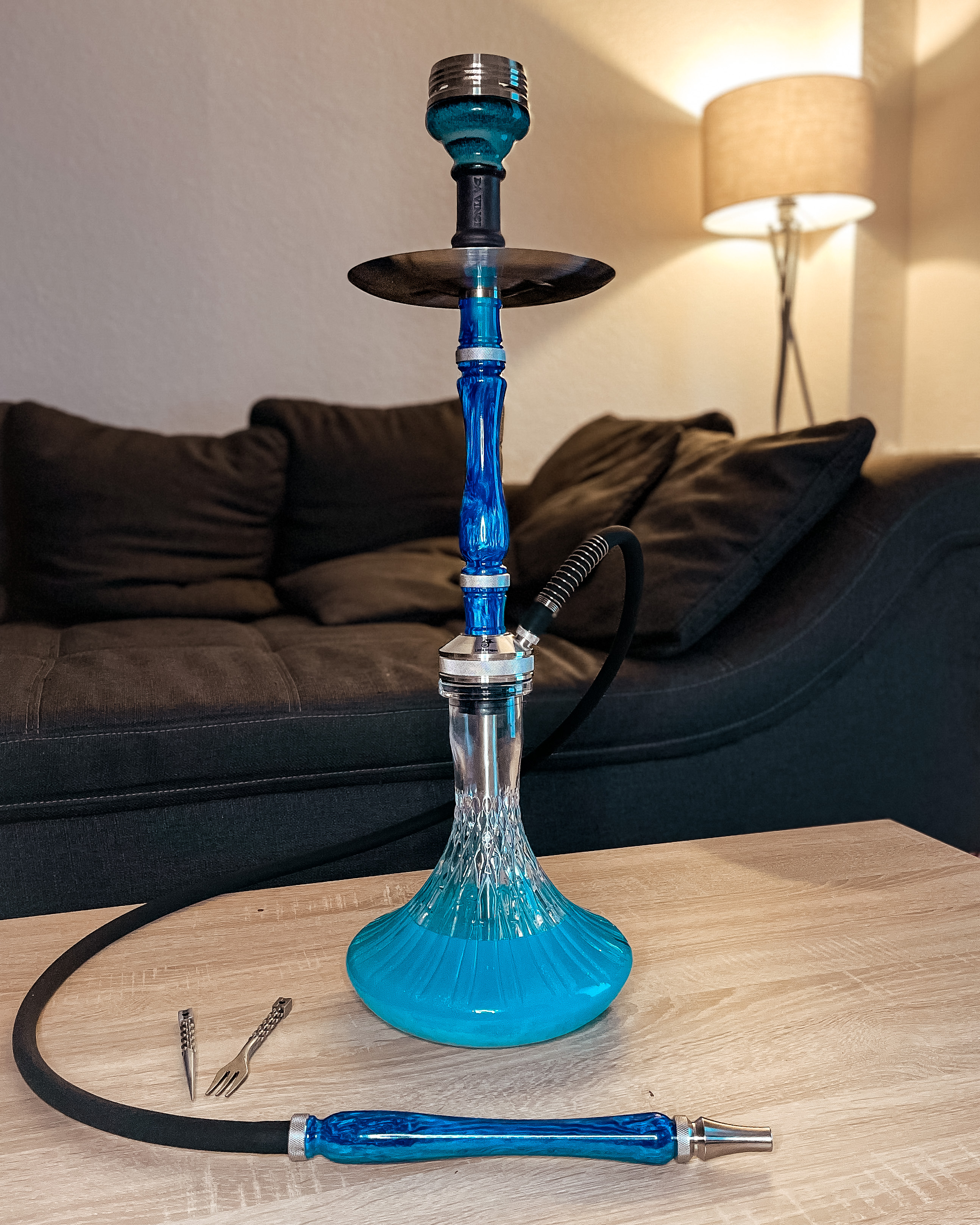
Wasserpfeife

Eine Shisha (auch Sheesha oder selten in deutscher Schreibweise Schischa) ist eine Wasserpfeife vermutlich indischen, evtl. auch persischen Ursprungs. In der Shisha wird meist Tabak mit Fruchtaroma oder ähnlichen Geschmacksrichtungen geraucht. Der Rauch wird zunächst durch ein mit Wasser gefülltes Gefäß (Bowl) gezogen. Dadurch wird der Rauch gekühlt. Schwebstoffe und einige wasserlösliche Substanzen im Wasserpfeifenrauch werden bei der Passage durch das Wasser leicht gefiltert. Dieser Effekt ist jedoch unzureichend, um Wasserpfeifenraucher vor gesundheitlichen Gefahren zu schützen. Das Wasserpfeife-Rauchen bringt gesundheitliche Risiken mit sich.

## Etymologie
Als Ursprungsform des Wortes gilt das persische schische / شيشه /‚Glas‘. Dieses gelangte ins Türkische (şişe ‚Flasche‘) sowie ins Arabische (شيشة schischa, DMG šīša), wo es in den nordafrikanischen Dialekten des Arabischen den Glaskörper der Wasserpfeife sowie die Pfeife insgesamt bezeichnet. Im Türkischen nennt man die Pfeife nargile, was auf das persische Wort nargil / نارگیل /‚Kokosnuss‘ und letztlich auf das Sanskrit-Wort nārikela (नारीकेल) zurückgeht; dies bedeutet ebenfalls „Kokosnuss“ und deutet darauf hin, dass die Pfeife aus Indien stammt und aus Kokosnüssen hergestellt wurde. Aus dem türkischen Namen abgeleitete Bezeichnungen sind nardschila / نرجيلة / narǧīla und ardschila / أرجيلة / arǧīla in den arabischen Dialekten des östlichen Mittelmeerraums und Syriens und im Hebräischen sowie nargilés (ναργιλές) im Griechischen. Im Arabischen existieren weitere Bezeichnungen wie argile für die bestimmten Wasserpfeifentypen, so z. B. in Ägypten und im Sudan gōza (جوزة dschuza ‚Nuss‘) für eine kleine, transportable Pfeife, die häufig zum Rauchen von Haschisch verwendet wird. Der indische Name huka (Urdu حقّہ, Hindi हुक़्क़ा huqqā, aus arabisch حقة ḥuqqa ‚Gefäß‘) wurde ins Englische übernommen (englische Schreibweise hookah).
Ungeachtet aller Transkriptionen und etymologischen Herleitungen wird die Wasserpfeife im Iran (Persien) meist Ghalyun (deutsch Kalian oder Kaliun) genannt.

## Geschichte

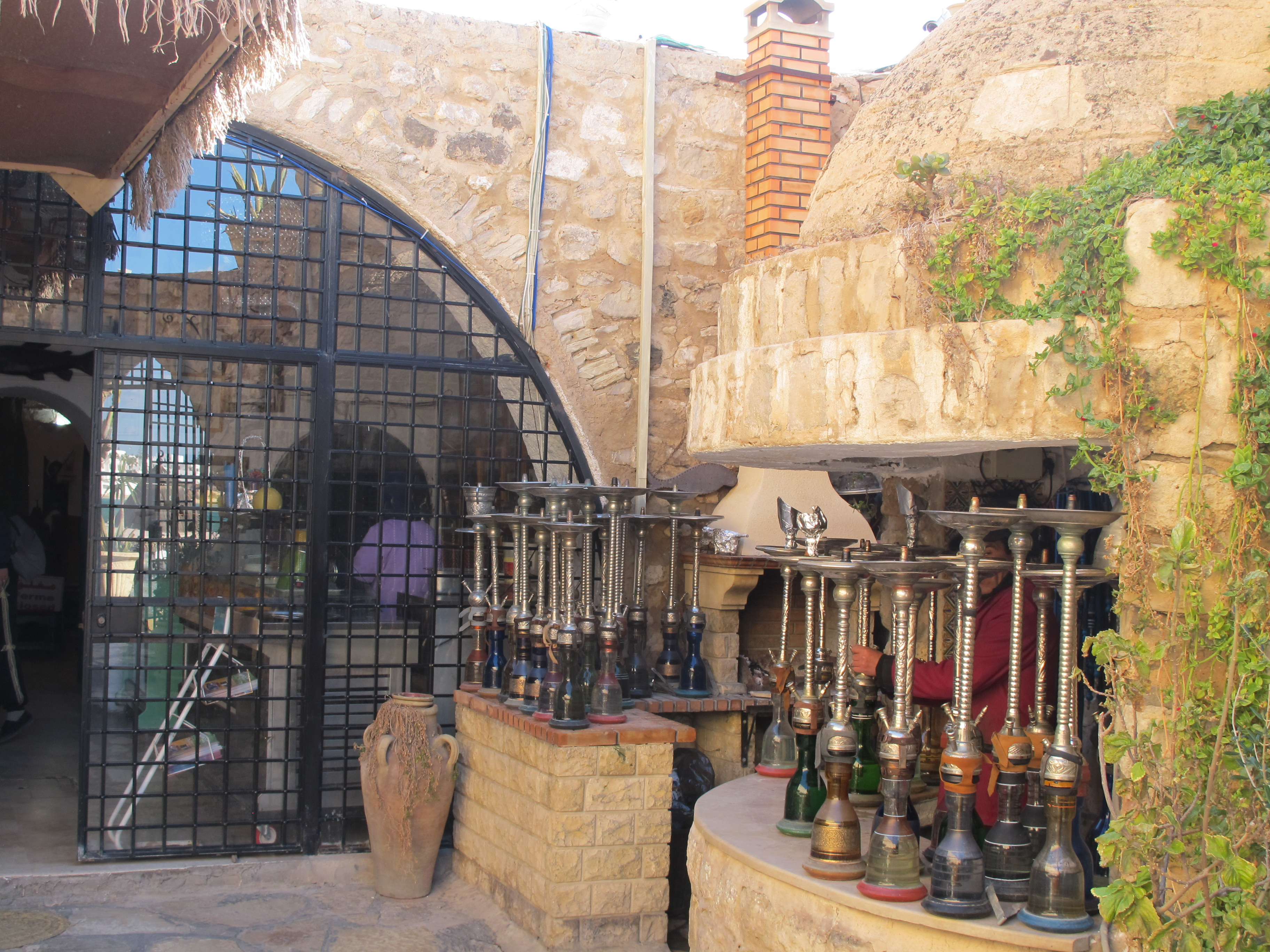
Shishas in einem Café in Tunesien

Der Ursprung der Shisha wird entweder im antiken Iran oder im nördlichen Indien vermutet.
Die heutige Form entstand wohl im persischen Reich des 15. oder 16. Jahrhunderts. Um die Shisha entwickelte sich eine Gemeinschaftskultur, die bis heute Bestand hat. Die Shisha verbreitete sich ebenfalls nach Indien und in weiten Teilen der arabischen Welt. Die Shisha wurde in vielen arabischen Ländern ein fester Bestandteil der Kultur; das gemeinsame Rauchen wurde und wird bis heute als Symbol der Gastfreundlichkeit angesehen. Während der Mogulzeit gehörte das Shisha-Rauchen in Nordindien zur Kultur der Aristokratie, es ist noch heute in weiten Teilen Indiens beliebt.
Im Zuge des Kolonialismus lernten Menschen aus westlichen Staaten das Shisha-Rauchen kennen. Seit dem ausgehenden 20. Jahrhundert wird mehr Shisha geraucht als zuvor. Sie gilt einigen als Alternative zum Zigarettenrauchen.
In vielen europäischen Städten gibt es Cafés und Bars, in denen man Wasserpfeifen bestellen kann. Mancherorts rauchen Menschen (vor allem junge) ihre Shisha auch an öffentlichen Orten, zum Beispiel in Parks.

## Raucher-Utensilien

### Wasserpfeifentabak

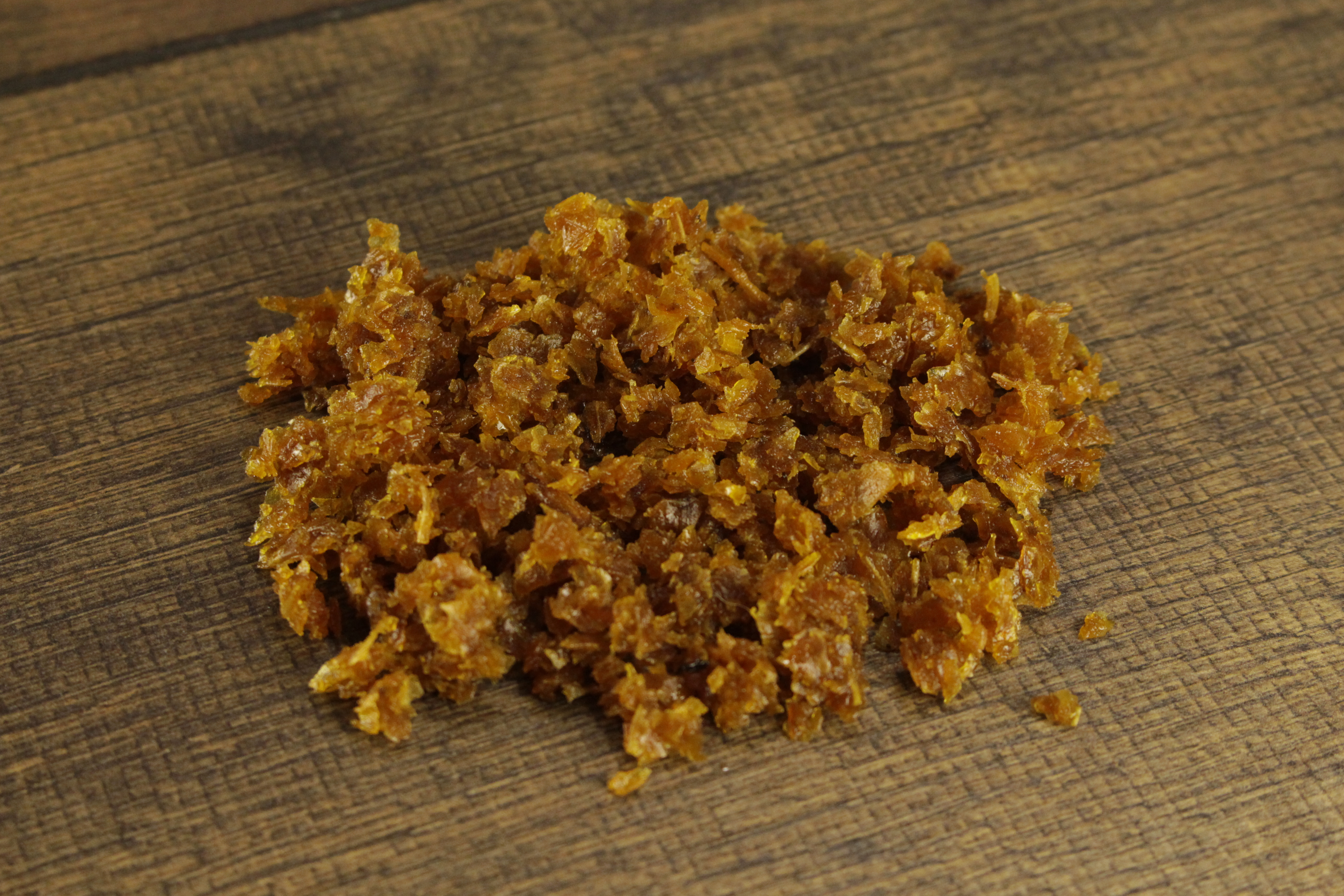
Virginia Shisha Tabak

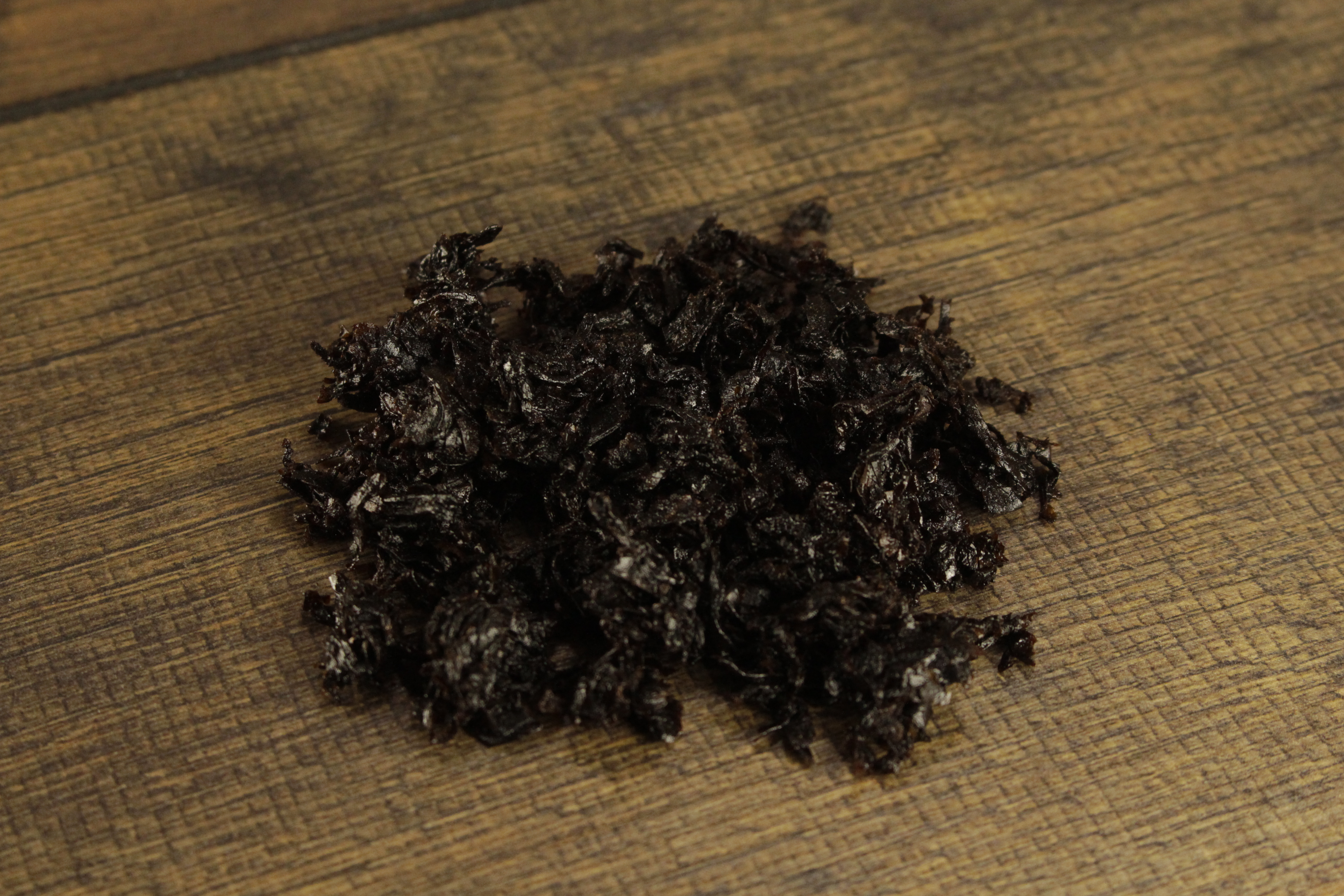
Dark Blend Shisha Tabak

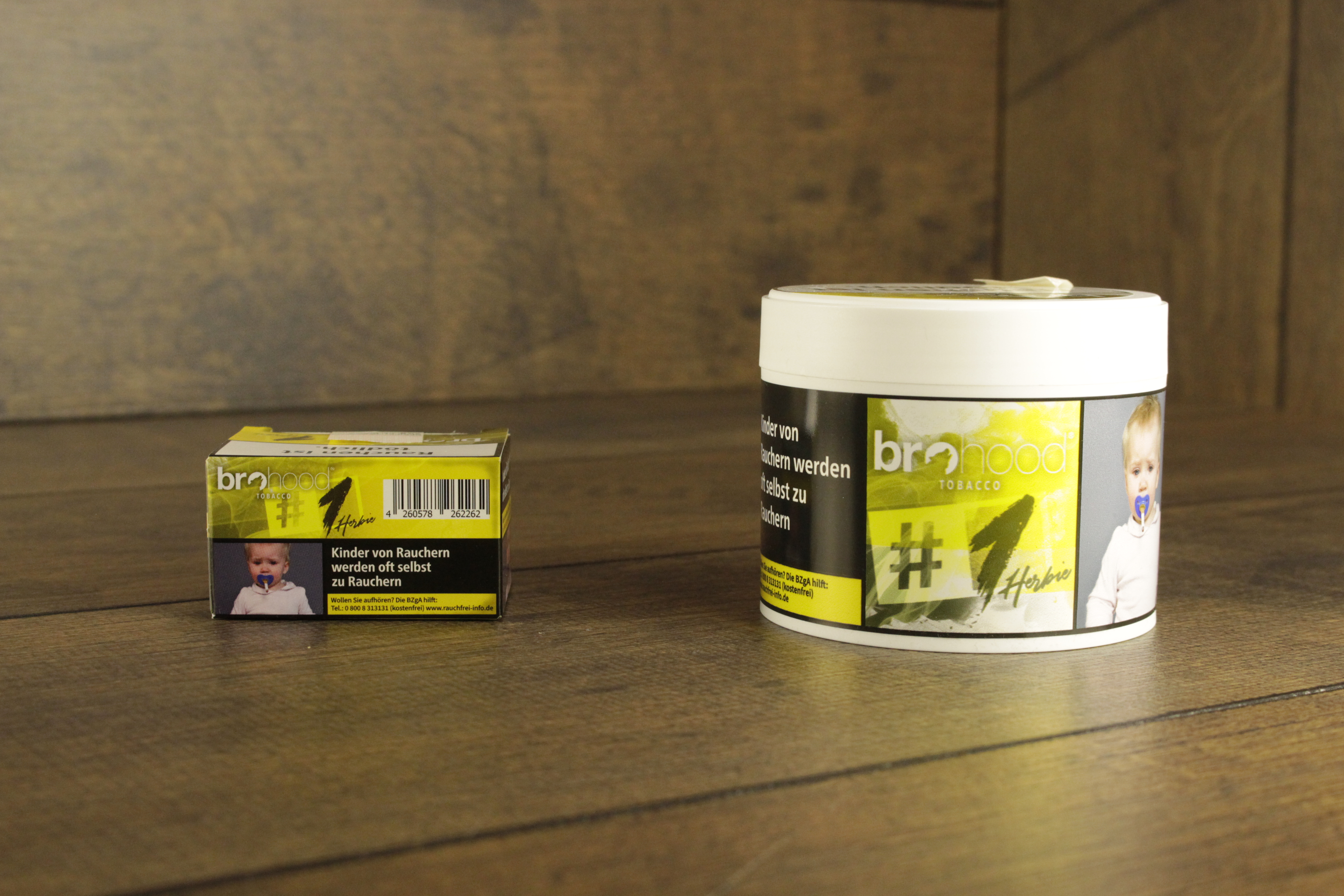
25 Gramm Shisha Tabak Regelung 2022 Deutschland

Der Wasserpfeifentabak ist ein feuchter Tabak, der aus einer Mischung von Rohtabak, Glycerin und Aromen besteht. Er ist deutlich feuchter als Pfeifen- oder Zigarrentabak. Vor allem im europäischen Raum wird aromatisierter Tabak in vielen verschiedenen Geschmacksrichtungen geraucht. Die wohl bekannteste Richtung ist Doppelapfel (Apfel mit Anis), des Weiteren beispielsweise Kirsche, Minze, Orange, Zitrone, Mango, Vanille, Banane, Cappuccino, Karamell, Kokosnuss, Multifrucht, Rose, Traube, Erdbeere, Pfirsich, Melone und Cola. Bekannte Produzenten von Wasserpfeifentabak sind die ägyptische Firma Nakhla Tobacco, Al Waha aus Jordanien sowie Al Fakher, Soex und Şerbetli. Die Auswahl weltweit ist riesig, sodass es sogar eine komplette Shisha-Datenbank gibt. Weltweit sind es mehr als 15.000 Geschmacksrichtungen von hunderten verschiedener Hersteller.

#### Tabakersatz
Mittlerweile gibt es etliche Hersteller, die Tabakersatz anbieten. Das Grundprinzip bleibt das gleiche – ein Trägermaterial wird mit Glycerin und Aromen getränkt und wie herkömmlicher Shishatabak erhitzt. Derzeit gibt es Tabakersatz mit Trägermaterialien aus Zuckerrohr, Gestein sowie Zellstoff. Tabakersatz aus Gestein gibt es als Granulat (Dampfsteine) sowie in Pastenform. Im Gegensatz zu Tabak enthalten die Trägermaterialien kein Nikotin, es kann jedoch in der zugesetzten Flüssigkeit enthalten sein.

#### Arabischer Tabak
In arabischen Ländern raucht man – neben dem aromatisierten Tabak – den deutlich stärkeren nicht aromatisierten Tabak. Der Benutzer kann den Tabak selbst aromatisieren, indem er Honig und getrocknete Früchte beifügt. Einige Shisharaucher füllen ihre Bowl auch mit Rosenwasser oder geben spezielle Hölzer der Kohle bei. Ein großer Unterschied zur europäischen Rauchweise besteht darin, dass man in Arabien den nicht aromatisierten Tabak ohne Alufolie raucht und die Kohle direkt auf den Tabak legt. Abbildungen aus verschiedenen wissenschaftlichen Veröffentlichungen zeigen, dass der aromatisierte Tabak ebenso wie in Europa in Verbindung mit einer Abdeckung aus Alufolie genutzt wird.

#### Dark Blend Tabak
In den letzten Jahren ist der sogenannte Dark Blend Tabak besonders in Deutschland sehr beliebt geworden. Dark Blend besteht aus meist aus einer Mischung verschiedenen Grundtabaksorten. Hierbei werden besonders oft Tabakarten wie Burley, Dark Air Cured und Orient verwendet. Dark Blend Tabak zeichnet sich durch einen höheren Nikotingehalt aus als Virginia Grundtabak und der Eigengeschmack ist stärker. Dieser hat oft eine erdige Grundnote dabei, was besonders bei erfahrenen Shisha Rauchern immer mehr an Beliebtheit gewinnt. Viele bekannte Dark Blend Marken kommen ursprünglich aus Russland wie beispielsweise Darkside, Nash, Black Burn, Musthave und viele weitere.

#### Einfuhr von Tabak in deutschsprachige Länder
Der traditionelle Wasserpfeifentabak besteht zu 20 bis 40 Prozent aus Feuchthaltemitteln.
Der Grenzwert in der Schweiz liegt gemäß Art. 6 TabV seit 2007 bei 60 Massenprozent.
In Deutschland durfte der Rauchtabak nach der bis 2016 geltenden deutschen Tabakverordnung von 1977 maximal fünf Prozent Feuchthaltemittel enthalten. Dort wurde dieser Grenzwert ursprünglich gesetzt, um Verbraucher vor gestrecktem Pfeifentabak zu schützen. Der deutsche Zoll begann 2004, die Einfuhr von Tabak zu unterbinden, der gegen diese Verordnung verstößt. Seit 2004 gab es speziellen, trockeneren Tabak für den deutschen Markt, der sich von einem im Ausland gekauften unterschied. Viele Raucher befeuchteten diesen nachträglich mit Glycerin aus der Apotheke oder mit Melasse. Zum 4. April 2016 wurde die Tabakverordnung durch das Tabakerzeugnisgesetz mit zugehöriger Tabakerzeugnisverordnung ersetzt. Darin werden allgemein alle „Zusatzstoffe …, die die toxische oder suchterzeugende Wirkung oder die krebserregenden, erbgutverändernden oder fortpflanzungsschädigenden Eigenschaften (CMR-Eigenschaften) beim Konsum messbar erhöhen“ sowie speziell Vitamine, Koffein und Taurin verboten. Feuchthaltemittel sind demnach nicht mehr untersagt. Allerdings besteht weiterhin das Problem, dass das nachträgliche Befeuchten von Pfeifentabak, soweit es gewerblich durchgeführt wird, steuerlich eine Herstellungshandlung darstellt und zur erneuten Entstehung der Tabaksteuer führt (Tabaksteuer (Deutschland)). Die Bundeszollverwaltung hat dazu ein Merkblatt veröffentlicht, das auf die grundsätzliche Problematik beim Handel mit Wasserpfeifentabak hinweist.
Nachdem Wasserpfeifentabak in Deutschland bis 2021 verbrauchsteuerrechtlich generell wie Pfeifentabak behandelt wurde, wird ab dem 1. Januar 2022 ein Zuschlag auf die Tabaksteuer von 15 Euro pro Kilogramm erhoben.

### Wasserpfeifenkohle

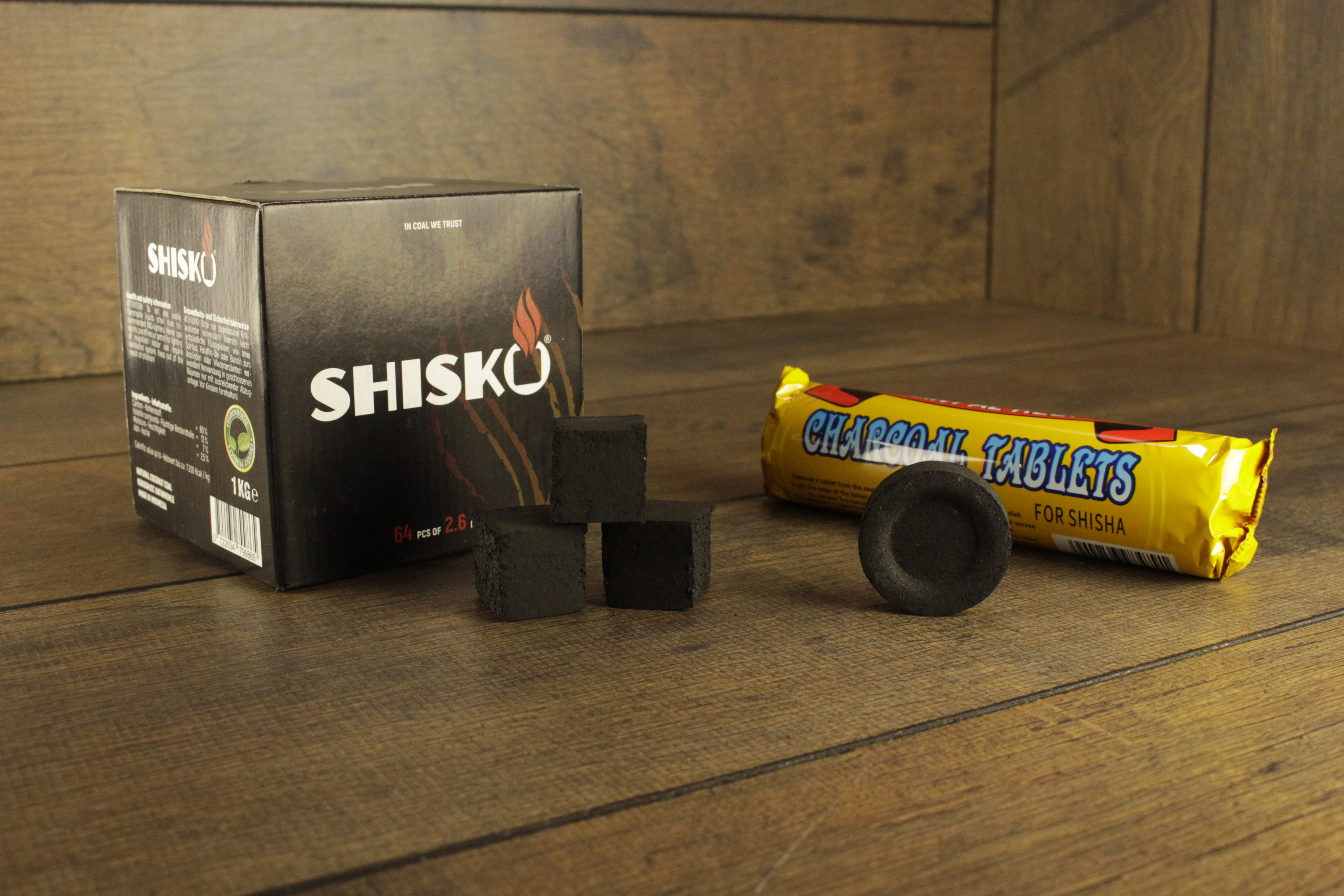
Links: Shisha Naturkohle aus Kokosnussschalen Rechts: Selbstzünder Kohlen

Die Wasserpfeifenkohle (auch Fahm genannt) besteht in den meisten Ländern aus Kokosnuss-Schale. Lediglich in wenigen traditionellen Ländern raucht man mit Holzkohle. Auch gibt es selbstzündende Kohletabletten, die geringe Mengen Schwarzpulver oder Magnesium enthalten und so mit Hilfe eines Feuerzeugs angezündet werden können und je nach Art etwa 30 bis 60 Minuten glühen. Diese Kohletabletten besitzen in der Regel einen Einheitsdurchmesser von 33 oder 40 Millimetern. Nachteil dieser Tabletten ist ein unangenehmer Beigeschmack. Ebenso wie die Naturkohle müssen sie gut durchgeglüht sein.
Naturkohle hat einen hohen Heizwert. Andere Arten von Naturkohle werden aus Orangen- oder Olivenbaumholz gewonnen. Diese Kohlearten sind meist schwefelfrei und besitzen eine Stab- oder Würfelform. Da die Naturkohlen kein Schwarzpulver enthalten, lassen sie sich nicht durch ein Feuerzeug anzünden, sondern es wird eine heißere Hitzequelle wie z. B. ein spezieller Kohlenanzünder oder ein Gaskocher benötigt. Kokoskohle brennt länger und ermöglicht, die entstehende Hitze besser zu regulieren.
Bei der Verbrennung beider Kohlearten entstehen Verbrennungsprodukte wie Kohlenmonoxid. Damit trägt die Wasserpfeifenkohle zu den Gesundheitsgefahren des Wasserpfeifenkonsums bei. Eine elektrische Heizung des Wasserpfeifenkopfes kann die Kohlenmonoxidbelastung der Konsumenten senken.

## Aufbau

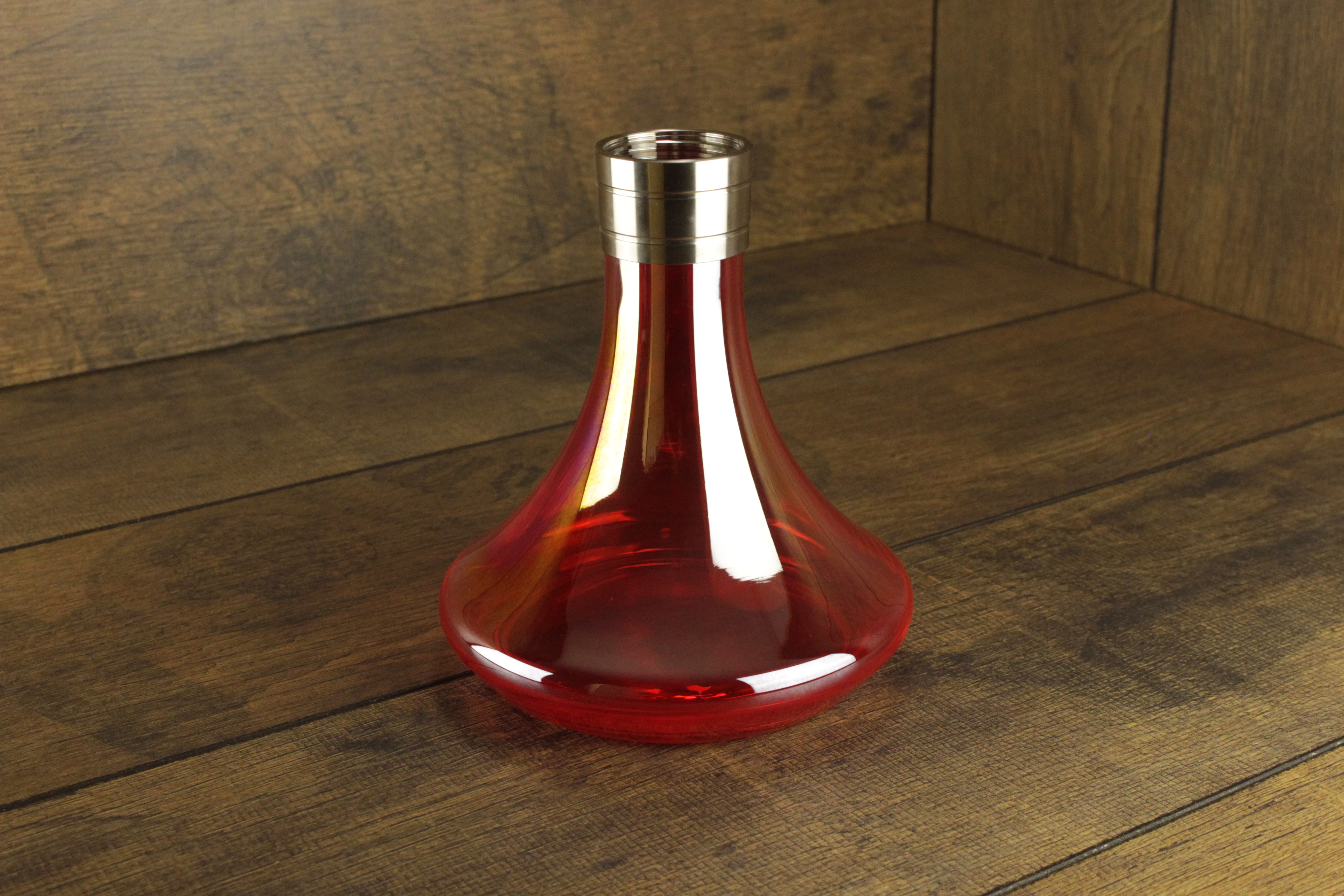
Shisha Bowl

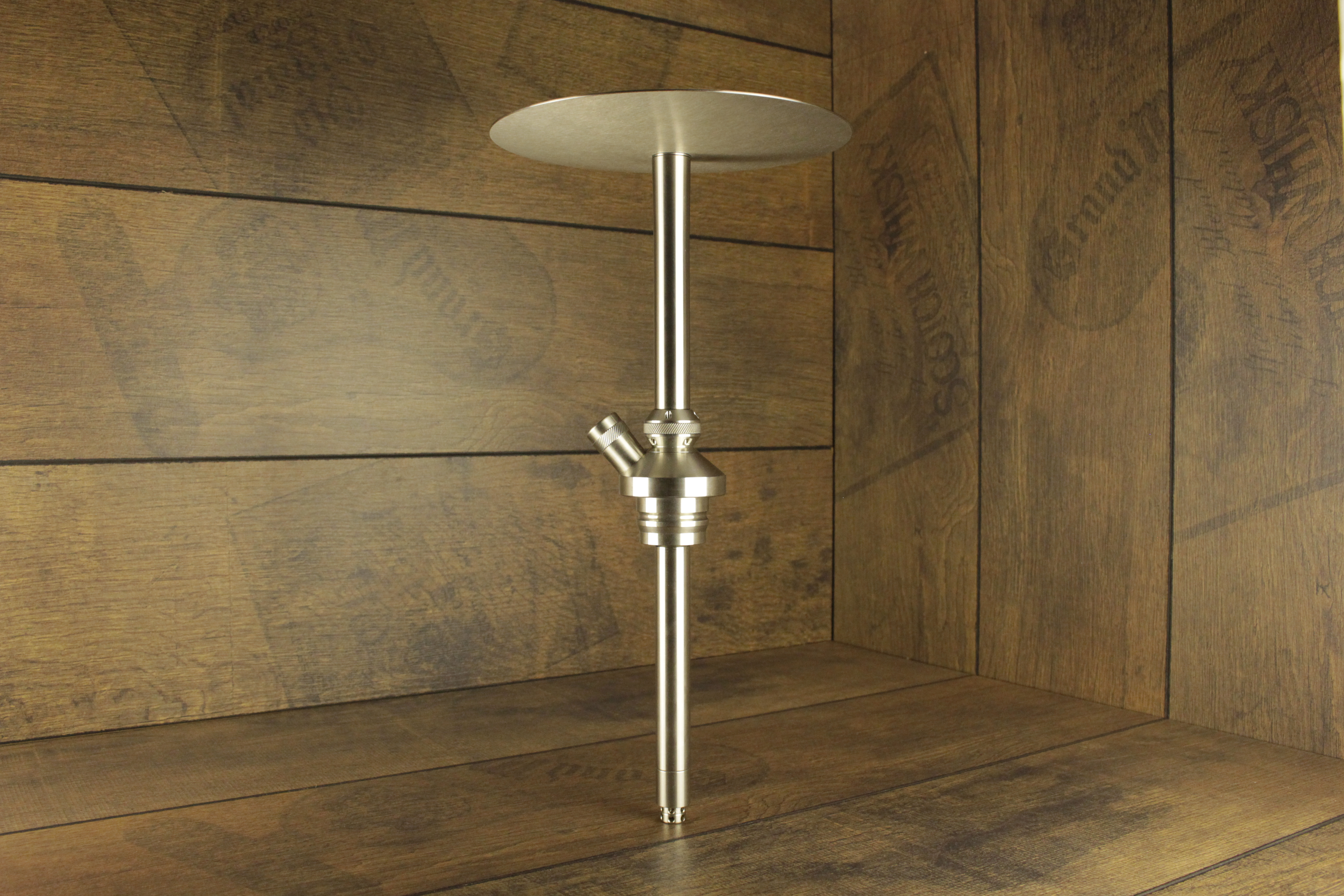
Rauchsäule inkl. Kohleteller und Tauchrohr

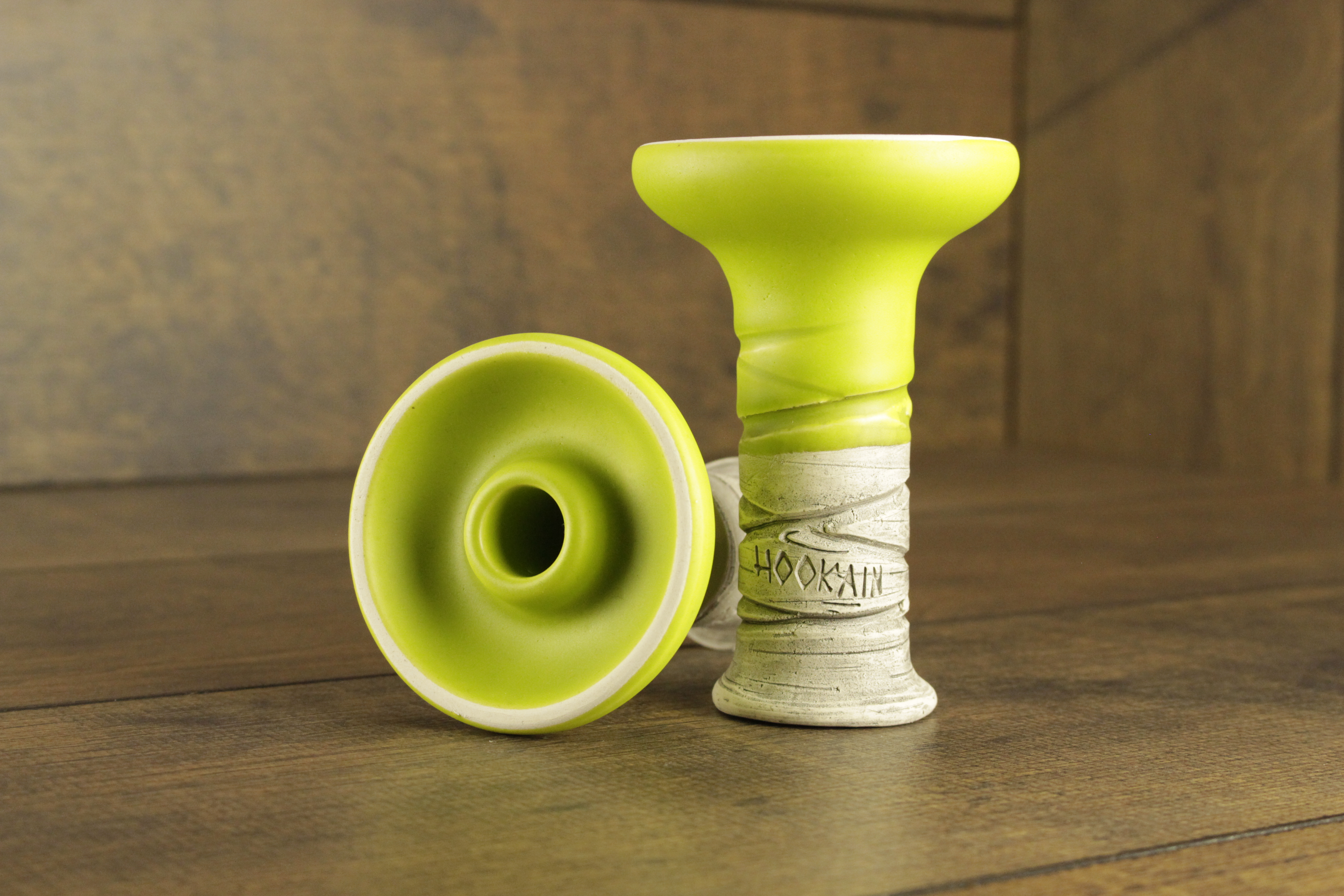
Shisha Phunnel Kopf

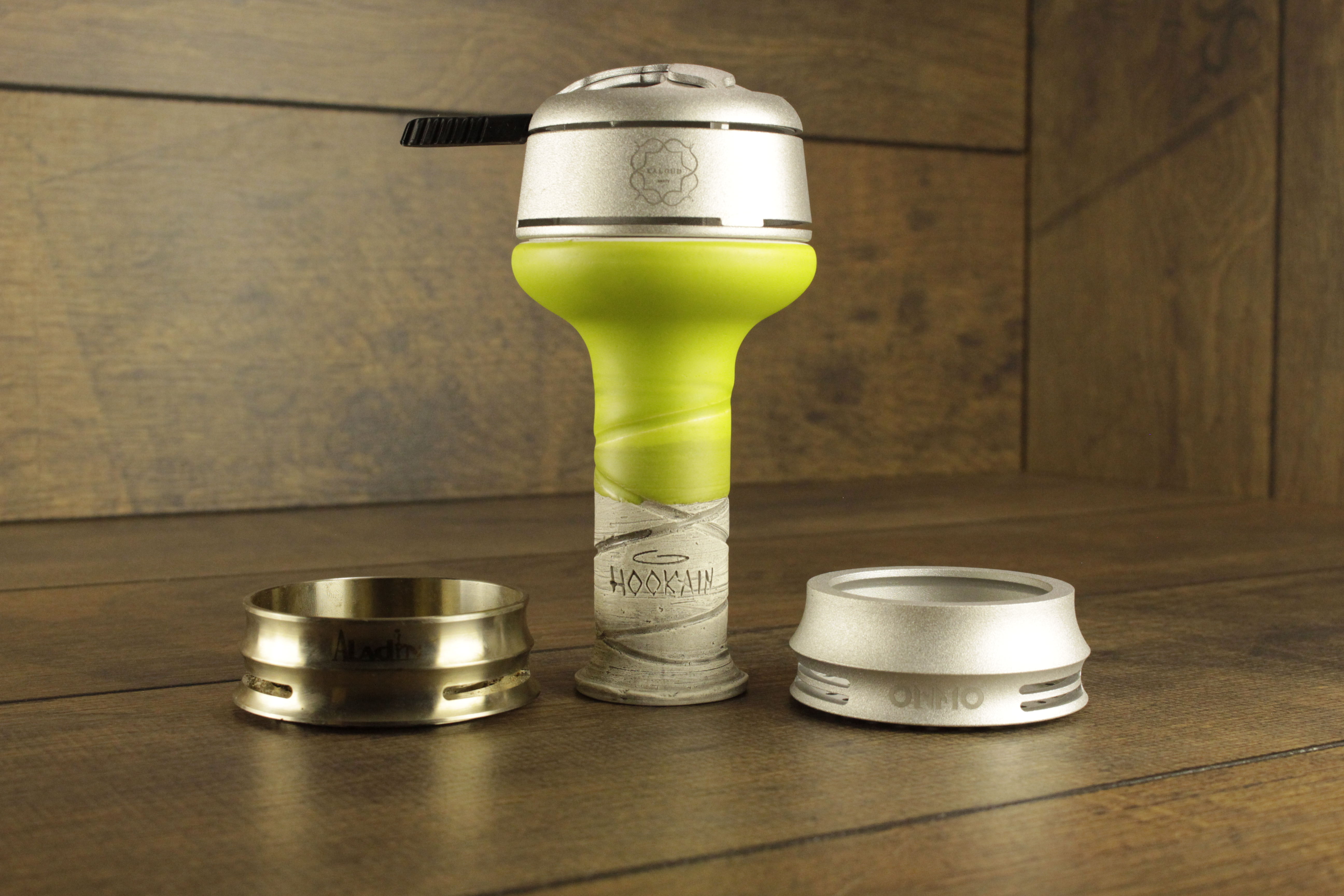
Ein Shisha Phunnel Kopf mit verschiedenen HMDs aus Aluminium und Edelstahl

Eine Shisha entspricht im Aufbau einer chemischen Waschflasche. Es gibt viele Shisha-Varianten. Sie können mit einer zerlegbaren Rauchsäule und Ablagetellern aus anderen Materialien hergestellt sein. Die Größe der zusammengesetzten Shisha ist sehr unterschiedlich. Shisha-Cafés bieten meistens Pfeifen mit Höhen von 60 bis 90 Zentimetern an. Auch sogenannte Mini-Shishas mit einer Höhe von bis zu 40 Zentimetern sind erhältlich. Allen gemeinsam ist der Aufbau aus mindestens vier Teilen.

### Wassergefäß
Das Gefäß wird Bowl oder Vase genannt. Es ist häufig verziert und besteht meist aus Glas oder Acryl. Es gibt aber auch Hersteller, die Bowls aus Holz, Keramik, Carbon oder Metall herstellen. Sowohl die Füllmenge als auch das Volumen haben Einfluss auf die Art und Weise des Rauchens. Inzwischen werden auch Zusätze zur Aromatisierung des Wassers angeboten. Auf das Wassergefäß wird die Rauchsäule gesteckt oder geschraubt.

### Rauchsäule
Die Rauchsäule besteht heutzutage meist aus Edelstahl, Aluminium oder ist aus einem mit Chrom oder Messing beschichteten Metall gefertigt und kann verziert sein. Edelstahl ist dazu gut geeignet, weil er weniger Gerüche annimmt und sich darauf keine Kalkablagerungen bilden. Aluminium hat den Vorteil, dass es sehr leicht ist. Manche Rauchsäulen sind auch aus Holz gefertigt, was oft den Nachteil hat, dass sie nach einer Weile die Feuchtigkeit aufnehmen und dadurch zu riechen beginnen. Moderne Rauchsäulen aus Holz haben im Innenleben ein Edelstahlrohr, welches die Gerüche und die Feuchtigkeit abweist. Auch von außen sind hochwertige Rauchsäulen aus Holz mit einer wasserabweisenden Beschichtung versehen. Am unteren Teil der Rauchsäule werden je nach Bauart der Rauchsäule ein bis mehrere Schläuche angebracht. Die meisten Shishas besitzen außerdem ein Ausblasventil an der Base, um abgestandenen Rauch aus der Bowl auspusten zu können. Auf die Rauchsäule wird der Kopf gesetzt.

#### Einzelteile einer Rauchsäule
Seit einigen Jahren kann bei einigen Wasserpfeifen die Rauchsäule in mehrere Einzelteile zerlegt werden. Dadurch kann die unhandliche Rauchsäule besser gesäubert und transportiert werden. Sollten an der Shisha im Laufe der Lebenszeit einzelne Teile verschleißen, können diese jeweils ausgetauscht werden. Somit ist eine Neuanschaffung oder die Entsorgung einer ganzen Wasserpfeife nicht notwendig.

##### Rauchrohr
Der obere Teil der Rauchsäule nennt sich Rauchrohr und ist von außen sichtbar. Das Rauchrohr verbindet die Base mit dem Kopf der Shisha und kann aus unterschiedlichen Materialien, Farben und Mustern bestehen.

##### Base
Die Base ist das runde Mittelstück der Shisha direkt über der Bowl (Glasbehälter für Wasser). Sie verbindet alle Teile der Shisha miteinander. Oben auf die Base wird die Rauchsäule geschraubt. Unter die Base wird das Tauchrohr geschraubt. Bei den meisten Wasserpfeifen werden die Schlauchadapter an der Base befestigt. Die Base kann in ihrem Inneren entweder ein Common Chamber System oder ein Closed Chamber System aufweisen.

##### Tauchrohr
Das Tauchrohr ragt in die Bowl hinein und ist wenige Zentimeter unter Wasser, damit der durch Unterdruck eingezogene Rauch das Wasser in der Bowl passiert und abkühlt. Bei manchen Tauchrohren ist am Ende ein Diffusor fest verbaut oder abschraubbar montiert. Der Diffusor dämpft das brodelnde Wasser ab und reduziert die Lautstärke.

### Kopf
Der Kopf ist ein kleines Gefäß aus Keramik, Glas, Bimsstein oder Metall, das eine kleine Vertiefung aufweist, in die der Tabak gelegt wird. Je nach Vorliebe des Anwenders gibt es sehr unterschiedliche Köpfe, die sich jeweils verschieden auf das Rauchverhalten und den Rauchgeschmack auswirken. Durch die Löcher in den Köpfen kann der Rauch in die Rauchsäule gelangen. In manchen Regionen wird der Kopf auch als Topf oder Head bezeichnet. Man unterscheidet hauptsächlich unter drei Kopfarten:
MehrlochkopfAm verbreitetsten ist der Standardkopf mit meist fünf kleineren Löchern im Kopfboden. Der Nachteil dieses Kopfes ist, dass die Melasse leicht in die Rauchsäule läuft, was sich zwar nicht negativ auf den Geschmack auswirkt, aber eine Reinigung der Rauchsäule notwendig macht.
Einlochkopf (Phunnel)Bei dieser Variante ist nur ein Loch vorhanden, das sich stark erhoben über dem Kopfboden befindet und fast so hoch wie der Rand ist. Der Tabak wird hier um das Loch herum ausgelegt. Bedingt durch die Bauart kann keine Melasse in die Rauchsäule fließen. Eine Abwandlung des Einlochkopfs stellt der Vortex-Kopf dar, bei dem mehrere Löcher an der Seite des Hügels in der Kopfmitte angebracht sind. Die Power-Bowls sowie die Super-Chief-Köpfe stellen eine Art Kombination aus Standard- und Einlochkopf dar. Leicht erhoben, dennoch relativ bodennah befinden sich in der Kopfmitte mehrere Löcher, um die der Tabak herum gelegt wird. So kann keine Melasse abfließen, dennoch findet eine gleichmäßige Hitzeverteilung statt.
KaminkopfEr besteht aus einem Tonkopf und einer Kaminhaube. Beim Kaminkopf soll der Kamineffekt zur Hitzeverteilung ausgenutzt werden. Diese Kopfart ist vor allem bei Anfängern sehr beliebt, da die Bauweise sehr einfach und ein Überhitzen des Tabaks kaum möglich ist. Dieses Setup funktioniert nur mit Naturkohle, da Selbstzünderkohle zu wenig Hitze abgibt.
Heat Management Device (HMD)Ein HMD ist ein Kopfaufsatz aus Metall mit einem Deckel. Darin werden zwei Stück Naturkohle platziert, die den HMD auf Betriebstemperatur bringen. Durch Verstellen oder Abnehmen des Deckels kann die Hitze reguliert werden. Für dieses Setup benötigt man Naturkohle, weil es mit Selbstzünderkohle nicht funktioniert.
Köpfe können auch aus Früchten gebaut sein, um dem Rauch ihr eigenes Aroma zu geben. Geeignet sind beispielsweise Äpfel, Kiwis, Zitronen oder Orangen.

### Schlauch
Der Schlauch befindet sich an einem der „Rauchanschlüsse“ an der Base der Rauchsäule. Es gibt Shishas mit einem oder mehreren Rauchanschlüssen. Der Schlauch einer Shisha besteht meist aus lebensmittelechtem Silikon. Er kann aber auch aus Leder, Latex, Kautschuk oder Kunststoff bestehen und ist dann meist mit einer Metallspirale verstärkt, damit er nicht in sich zusammenfällt.

## Funktionsweise
Zum Shisharauchen wird das Wassergefäß (Bowl) teilweise mit Wasser gefüllt und die Rauchsäule darauf befestigt. Das Rohr der Rauchsäule muss dabei etwa zwei bis drei Zentimeter ins Wasser hineinragen und mit der Gefäßöffnung dicht abschließen.
Der Tabakkopf wird mit etwa 10 bis 20 g Wasserpfeifentabak befüllt und mit einer gelöcherten Alufolie, einem Kamin oder einem HMD abgedeckt, auf welche später die glühende Kohle gelegt wird. Um ein Verbrennen des Tabaks zu vermeiden, wird zwischen Tabak und Folie meist 0,5–1 cm Platz gelassen. Bei Verwendung von nicht-aromatisiertem Tabak kann die Kohle direkt auf den Tabak gelegt werden. Durch die glühende Kohle wird die im Wasserpfeifentabak enthaltene Feuchtigkeit mit den Aromastoffen erhitzt und verdampft. Der Tabak wird im engeren Sinne also nicht geraucht, da er nicht verbrennt. Sowohl zum Befüllen der Shisha mit Tabak als auch zum Erhitzen und Positionieren der Kohle wird meist eine spezielle Shisha-Zange verwendet. Diese kann auch mit einem Metallstab versehen sein, der zum Durchlöchern der Alufolie verwendet werden kann.
Durch Saugen am Mundstück entsteht in der Flasche ein Unterdruck, der bewirkt, dass durch den Kopf und die Rauchsäule das durch die Erhitzung des Tabaks entstehende Gemisch von Luft, Dampf, Rauchpartikeln und Aromastoffen nachgezogen wird.
Aufgrund des langen Weges durch das Metallrohr, das Wasser und den Schlauch, ist der aromatisierte Rauch verglichen mit dem Rauch aus einer Zigarette oder Pfeife relativ kühl und wird dadurch oftmals als angenehmer empfunden. Verschiedene Techniken sollen diesen Effekt weiter verstärken, beispielsweise die Zugabe von Eis in die Bowl oder eine zusätzliche Kühlung in der Rauchsäule oder im Schlauch.

## Schädlichkeit des Shisharauchens
Es ist unbestritten, dass der Wasserpfeifenkonsum negative Folgen für die Gesundheit hat – über das Ausmaß der Schädlichkeit wird weiter geforscht. Da die Wasserpfeife grundsätzlich zum Tabakrauchen dient, birgt der Shisha-Konsum die für Tabakprodukte typischen Gefahren. Besondere Gefahren gehen von den hohen Kohlenmonoxidmengen aus, die Wasserpfeifenraucher inhalieren. Das deutsche Bundesinstitut für Risikobewertung warnt ausdrücklich Schwangere und Personen mit Vorerkrankungen des Herz-Kreislauf-Systems vor dem Konsum von Wasserpfeifen. Es wird vermutet, dass das Glycerin, das als Feuchthaltemittel dem Tabak hinzugefügt wird, beim Erhitzen unter Sauerstoffmangel zum hochgiftigen Propenal oxidiert. Gegen diese Annahme spricht jedoch die Tatsache, dass die Temperatur des Tabaks im Kopf der Wasserpfeife wesentlich geringer ist als im Glutkegel einer glimmenden Zigarette. Eine Untersuchung des Bundesinstituts für Risikobewertung (BfR) aus dem Jahr 2011 konnte erhebliche Mengen der Feuchthaltemittel Glycerin und Propylenglycol im Rauch feuchten Wasserpfeifentabaks nachweisen und wies auf mögliche Gesundheitsgefahren hin. Da sich wassergekühlter Rauch leichter inhalieren lässt, kann er besonders für unerfahrene Raucher wie Kinder und Jugendliche gefährlich sein und die Shisha zum Einstiegsmittel in den Nikotinkonsum werden lassen. Bei elektrisch betriebenen Shishas wird das giftige und vermutlich krebserregende Acrolein eingeatmet.
Durch das Teilen der Mundstücke können sich Raucher beispielsweise mit Grippe, Tuberkulose, Hepatitis C und Herpes anstecken.
Die Mehrheit der Schadstoffe wird kaum im Wasser zurückgehalten. Je nach Größe der Rauchsäule lassen sich unterschiedliche Nikotin- und Kondensat-Rückstände darin finden.
In der aktualisierten gesundheitlichen Bewertung zum Thema „Gesundheits- und Suchtgefahren durch Wasserpfeifen“ kommt das BfR zu dem Schluss, dass „einige Indizien dafür [sprächen], die Verwendung der Wasserpfeife sei kaum weniger gefährlich als der von Zigarettenkonsum. Allerdings sei die Nikotinaufnahme durch Wasserpfeifenkonsum deutlich höher als durch Zigaretten.“ Ferner wird auch auf die deutlich höhere Aufnahme des giftigen Kohlenmonoxids hingewiesen. Am Uniklinikum Leipzig musste 2015 ein Shisharaucher mit einer Kohlenmonoxid-Vergiftung notfallmäßig per Sauerstofftherapie in einer Druckkammer gerettet werden. Durch Shisharauchen kann „die zehnfache Dosis“ Kohlenmonoxids gegenüber Zigaretten aufgenommen werden, was aber nicht hinreichend bekannt ist. Das BfR kommt jedoch an anderer Stelle zu dem Fazit, dass (durchschnittlicher) Zigarettenkonsum nachweislich schädlicher ist als (durchschnittliches) Wasserpfeifenrauchen. Der entscheidende Unterschied hierfür ist jedoch der niedrigere durchschnittliche Konsum von „ein bis zwei Wasserpfeifen pro Woche“ im Vergleich zu „20–30 Zigaretten am Tag“. Im Rauch der Wasserpfeife wurden auch Schadstoffe wie polycyclische aromatische Kohlenwasserstoffe und tabakspezifische Nitrosamine nachgewiesen, die zu Lungenkrebs und Tumoren an den Lippen führen können. Nach langjährigem Wasserpfeifen-Rauchen ließen sich außerdem Verschlechterungen der Lungenfunktion feststellen.
Trotz leichter methodischer Schwächen der Studien, die nicht alle Varianten des Konsums abdecken, kann die frühere Einschätzung der geringen Gefährdung als widerlegt gelten. Allerdings ist die Shisha in Bezug auf die Gesundheitsgefährdung bisher nicht ausreichend untersucht. So sagte der Toxikologe Thomas Schulz des BfR in einem Interview mit dem Shisha-Fachmagazin HookahMag auf die Frage, ob das Rauchen einer Shisha ähnlich schädlich sei wie Zigarettenrauchen: „Die deutlichsten Ergebnisse für die Gesundheitsgefahren der Zigarette ergaben sich aus großen Studien, die zum Teil über 50 Jahre liefen und mehrere zehntausend Studienteilnehmer einschlossen … Vergleichbare Studien sind für die Wasserpfeife nicht zu erwarten, wir werden unsere Schlussfolgerungen auf der Basis eines unvollständigen Puzzles ziehen müssen.“

## Shisharauchen im Orient

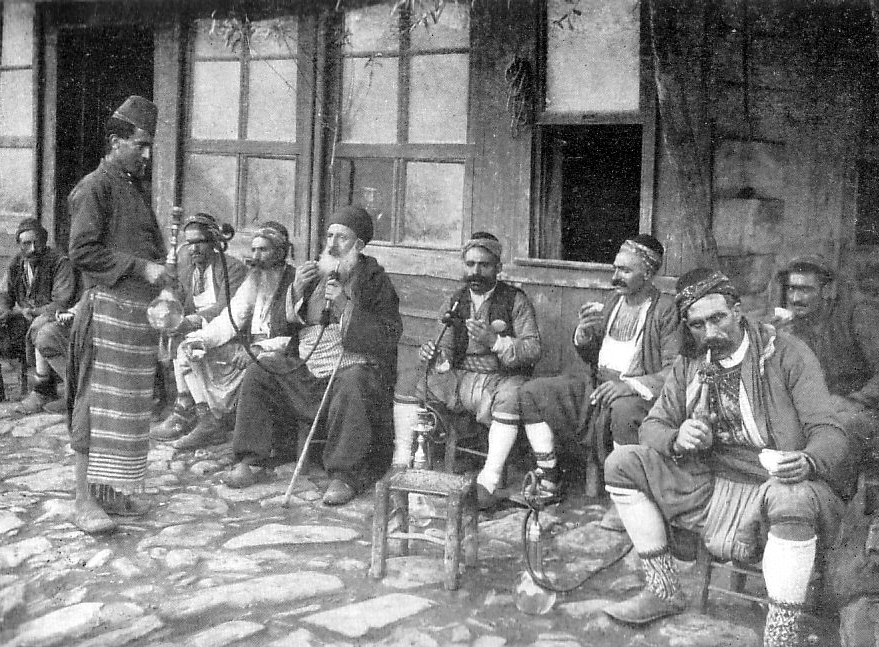
Kaffeehaus in Istanbul (1905)

Traditionell wird das Shisharauchen zelebriert, sodass es als etwas Besonderes erscheint. So werden zu festlichen Anlässen oder an Tagen, an denen viele Freunde zusammenkommen, Shishas konsumiert. Um das Vergnügen noch zu steigern, werden während des Shisharauchens Speisen und Getränke eingenommen. In den orientalischen Ländern wird zu Shisha oft Tee getrunken, vor allem, da dieser den Geschmack im Mund etwas neutralisiert, um den Geschmack der Shisha bei jedem Zug erneut voll zu spüren. Auch um das Hungergefühl zu dämpfen, werden beim Shisharauchen häufig kleine Speisen wie Kekse, türkische Süßigkeiten oder vollwertige Mahlzeiten verzehrt. Außerdem wird die Shisha oft in Räumen auf Kissen oder Teppichen konsumiert, auch Liegen oder Matratzen sind beliebt, um sich anschließend noch zu entspannen oder zu schlafen.

## Shishakultur in Deutschland

### Shisha-Bars

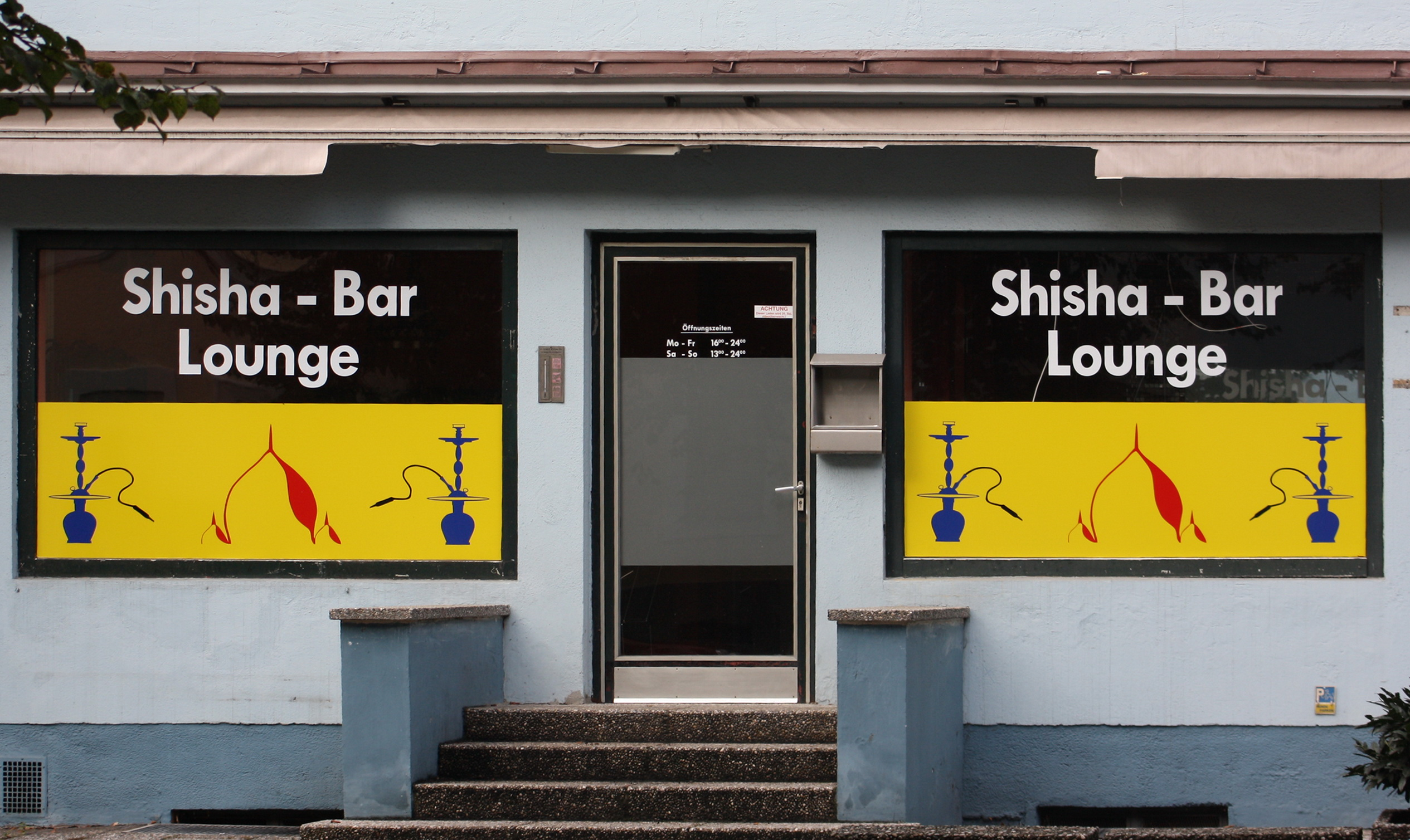
Shisha-Bar in München

Shisharauchen hat sich vor allem seit der zweiten Hälfte der 2000er Jahre in Teilen der deutschen Jugendkultur etabliert. Es wird zur gemütlichen Konversation („Chillen“) in Bars und Cafés verwendet oder auch zu Partys oder Picknicks mitgenommen.
In vielen deutschen Städten eröffneten sogenannte Shisha-Bars oder Cafés, die neben normalen Getränken und Snacks auch Shishas bereitstellen. Manche Besucher betrachten sie als Alternative zu Clubs und Diskotheken. Im Zusammenhang mit der Kriminalität arabischer Clans werden diese Bars jedoch auch als Tarnung für Geldwäsche und andere kriminelle Handlungen genannt. Nach Einschätzung des Landeskriminalamts von Nordrhein-Westfalen können Shisha-Bars auf legale Weise kaum gewinnbringend betrieben werden und dienen besonders in den Städten des Ruhrgebiets vielmehr als Treffpunkt für Kriminelle sowie der Geldwäsche.
Shisha-Bars gelten seit Längerem als Umschlagplatz für illegal eingeschmuggelten oder hergestellten Shisha-Tabak. Durch die Umgehung von Steuer und Zoll handelt es sich hierbei mittlerweile um ein illegales Millionengeschäft.
Aufgrund des Verdachts der Clan-Kriminalität wurden in einigen Orten, etwa in Nordrhein-Westfalen und in Berlin-Neukölln, verstärkt Razzien durchgeführt.

### Vergiftungs-Unfälle
In geschlossenen Räumen kann es zu gefährlichen Kohlenmonoxid-Vergiftungen kommen. In Shisha-Bars darf laut Arbeitsstättenverordnung der Kohlenmonoxid-Wert nicht über 30 Parts per million (ppm) steigen. Bei Kontrollen im Berliner Bezirk Tempelhof-Schöneberg sind 2018 alle 30 geprüften Gaststätten zumindest vorübergehend geschlossen worden, da CO-Werte von 60 ppm bis nahezu 800 ppm gemessen wurden. Die Einsatzkräfte von Polizei und Ordnungsamt klagten über deutliche Vergiftungserscheinungen wie Übelkeit und Kopfschmerzen. In einigen Fällen musste die Feuerwehr gerufen werden, um die Räumlichkeiten mit Druckluft zu fluten.
In Bremerhaven kamen Anfang 2018 16 Gäste einer Shisha-Bar wegen des Verdachts auf Vergiftung in eine Klinik.

### Konsum
Außerdem gibt es inzwischen Läden, die Shishas und Zubehör verkaufen. Laut einer 2007 erschienenen Studie der Bundeszentrale für gesundheitliche Aufklärung (BZgA) rauchten 14 % der Jugendlichen in Deutschland mindestens ein Mal im Monat Wasserpfeife. Die Nichtraucherschutzgesetze einzelner Bundesländer berühren den Betrieb dieser Bars, allerdings ist das tabaklose Shisha-Rauchen davon nicht durchgehend betroffen.

### Gesetzliche Lage 2022
Im Jahr 2022 hat sich die Gesetzeslage drastisch geändert. Anfang des Jahres hat Shisha-Tabak nun seine eigene Steuersiegel-Kategorie bekommen. Zuvor wurde Shisha-Tabak unter „Pfeifentabak“ verkauft, seit 2022 jedoch hat dieser seine eigene Kategorie „Wasserpfeifentabak“. Das hat auch eine deutliche Preissteigerung zur Folge. Im Jahr 2021 lag der Durchschnittspreis für eine 200-Gramm-Dose bei rund 17,90 €, seit 2022 stieg der Preis auf 24,90 €, was einer Preissteigerung von fast 40 % entspricht.
Das nächste Gesetz trat am 1. Juli 2022 in Kraft. Ab diesem Zeitpunkt durften Shisha-Tabak-Hersteller keine Einheiten über 25 Gramm produzieren, was bei einer bisherigen Standardeinheit von 200 bis 1000 Gramm eine dramatische Änderung war. Zusätzlich wurde eine Abverkaufsfrist von Tabak über 25 Gramm festgelegt. Dieser durfte nur noch bis zum 30. Juni 2023 verkauft werden. Diese Vorschrift wurde zum 1. Juli 2024 aufgehoben.

## E-Shishas
Manche Hersteller vermarkten elektrische Zigaretten mit fruchtigen Aromen und ohne Nikotin als sogenannte E-Shishas.